# 603021 Galyatető
603021 Galyatető è un asteroide della fascia principale. Scoperto nel 2011, presenta un'orbita caratterizzata da un semiasse maggiore pari a 2,230397 UA e da un'eccentricità di 0,051775, inclinata di 7,694231° rispetto all'eclittica.